# Casa al carrer Serra Bullones, 11 (Sant Pere Pescador)
La Casa al carrer Serra Bullones, 11 és una obra de Sant Pere Pescador (Alt Empordà) inclosa a l'Inventari del Patrimoni Arquitectònic de Catalunya.

## Descripció
Situada dins del nucli urbà de la població de Sant Pere Pescador, a poca distància al sud de l'antic recinte medieval de la vila.
Edifici entre mitgeres de planta irregular, format per tres cossos adossats. L'habitatge principal està disposat formant cantonada dins del mateix carrer. Presenta la coberta de teula a dues vessants i està distribuït en planta baixa i dos pisos. Totes les obertures de la façana són rectangulars, destacant el portal i la finestra de la planta baixa, emmarcats amb carreus de pedra i amb les llindes planes gravades. Al primer pis hi ha un balcó corregut amb la barana de ferro treballada i a la segona planta, una galeria amb finestrals rectangulars delimitats amb una balustrada amb el passamà corregut. Del lateral de la façana destaca una dovella clau amb les inicials “R.R” i l'any 1905. La construcció està arrebossada i pintada d'un color ataronjat.

## Història
En el nucli antic de Sant Pere Pescador hi ha algunes cases dels segles XVI, XVII i XVIII amb interessants elements arquitectònics. Amb l'acabament de les guerres remences la vila de Sant Pere Pescador s'expandí més enllà del nucli fortificat al centre, on hi havia l'església i la casa Caramany, sobretot vers migdia on es formà un extens barri entre la muralla i el riu. L'habitatge del carrer Serra Bullones 11 és possiblement del segle xvii amb reformes posteriors, com ho testimonien les dates 1603 i 1909 que s' aprecien a les façanes.